# دانة حسين
دانة حسين عبد الرزاق الخفاجي (من مواليد 3 يناير 1986، بغداد) هي عداءة عراقية مختصة في 100 متر.
بسبب الحظر الذي كانت تفرضه اللجنة الأولمبية على العراق، كانت هناك مخاوف من عدم السماح لها بالمشاركة في دوة الألعاب الأولمبية صيفية سنة 2008، رغم تجاوزها للتصفيات المؤهلة في 100 و200 متر. لكن رُفع هذا الحظر في وقت لاحق. وكانت المرأة الوحيدة المشاركة في فريق العراق الأولمبي المشارك في بكين، ونافست في سباق ال 100 متر. وخرجت من الدور الأول بعد احتلالها المركز السادس في زمن 12,36 الذي لم يكن كافيا ليتأهل إلى الدور الثاني.
في 15 ديسمبر 2011 فازت بالميدالية الذهبية في سباق 100 متر خلال منافسات ألعاب القوى ضمن فعاليات دورة الألعاب العربية الثانية عشرة في قطر.

## روابط خارجية
- دانة حسين على موقع الاتحاد الدولي لألعاب القوى (الإنجليزية)
- دانة حسين على موقع اللجنة الأولمبية الدولية (الإنجليزية)
- دانة حسين على موقع أوليمبيديا (الإنجليزية)

## وصلات خارجية
- سيرة دانا عبد الرازق - أولمبياد لندن 2012